# 쌍끌이 기선 저인망
쌍끌이 기선 저인망(쌍끌이 機船 底引網, Paranzella fishing, two-boat trawl, pair trawling, 일본어: nisobiki-sokobikiami)은 대한민국의 서해와 동중국해에서 주로 조업하는 어법으로 대상 어종이 다양하다. 어구는 트롤 어구의 6매식과 대동소이하나 날개 그물이 긴 것이 특징이다. 쌍끌이 기선저인망은 양선의 간격에 따라 날개 간격을 조정하고, 망구를 높일 때는 양선 간격을 좁혀서 인망한다. 후릿줄은 해저에 접하도록 하고 해저에서 수면까지는 끌줄로 구성한다.

## 쌍끌이 어선
쌍끌이 어선은 배 두 척이 양쪽에서 길다란 날개그물을 같은 방향으로 끌고 가면서 두 배 사이에 있는 고기를 잡는 방식이다. 한·일어업협정 실무협상에서 누락돼 재협상까지 가는 등 무리를 빚었는데 지난 3월 한·일어업협정 재협상에서 일본의 배타적 경제수역(EEZ)내에서 한국 쌍끌이 어선 80척의 조업을 허용키로 최종 합의함으로써 당초 일본측에서 제시했던 쌍끌이 조업척수(220척)가 80척으로 크게 줄어들어 어민들의 반발이 있었다.